# Lagotis clarkei
Lagotis clarkei är en grobladsväxtart som beskrevs av Joseph Dalton Hooker. Lagotis clarkei ingår i släktet Lagotis och familjen grobladsväxter. Inga underarter finns listade i Catalogue of Life.